# Belén Maya

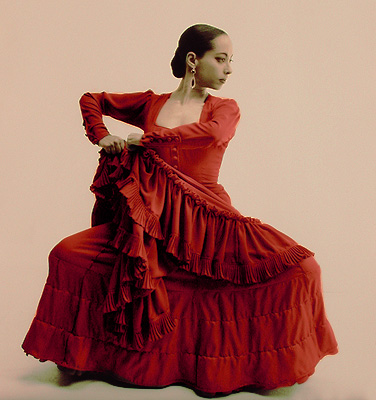
Belén Maya, 2006

Belén Maya García (* 1966 in New York) ist eine spanische Tänzerin und Choreografin des spanischen Tanzes und speziell des Flamenco.

## Tänzerische Ausbildung
Belén Maya kam während einer Amerikatournee ihrer Eltern Carmen Mora und Mario Maya in New York zur Welt. Ihre Neigung zum Tanz entdeckte sie erst im Alter von 18 Jahren. Von diesem Moment an bildete sie sich mit leidenschaftlicher Neugierde in einer Vielfalt von Tanzstilen aus:
- Bei Rosa Naranjo und Juana Taft im klassischen Tanz;
- bei María Magdalena, Paco Romero und José Antonio im spanischen Tanz;
- bei Pedro Azorín in regionalen Tänzen;
- bei Teresa Nieto und Goyo Montero im zeitgenössischen Tanz;
- bei Paco Fernández, Carmen Cortés, Anunciación la Toná, Paco Fernández, Manolete, La Tati und El Güito im Flamenco.

Von ihrer Mutter lernte sie Videokunst. Sie reiste nach New York und nahm Unterricht beim Alvin Ailey American Dance Theater. Sie befasste sich mit dem Tanz und der Ideenwelt von Martha Graham, nahm Unterricht in der Schule des Ballet Nacional de España und widmete sich der Technik und Ästhetik des Kathak. Kraft ihrer vielseitigen Ausbildung lernte sie, sich zu den unterschiedlichsten Musikformen stilvoll und angemessen zu bewegen.

## Auftritte und Engagements
Belén Maya trat in einer Reihe von Tablaos auf:
- In Madrid in La Zambra, dem Café de Chinitas und dem Corral de la Pacheca;
- In Sevilla im Los Gallos und im Patio Andaluz;
- In Tokio im El Flamenco.

Sie wurde für die Kompanie von Mario Maya und später von der Compañía Andaluza de Danza engagiert. Ab Mitte der 1980er Jahre trat sie in einer Reihe von Shows und Filmen auf:
- Unter der Leitung von Mario Maya in El amor brujo (1986), Tiempo, amor y muerte (1988), Réquiem (1995), Magia Flamenca (2001) und Un, dos, tres, faa... (2004);
- in Flamenco von Carlos Saura (1995);[5]
- in De joven arte flamenco von Ricardo Franco (1996);
- in Ventanales von David Peña Dorantes (1996);
- in El pájaro negro von Javier Barón (1997);
- in Los flamencos cantan y bailan a Lorca (1997) und Abecedario (1999) von Juan Antonio Maesso;
- in Frontera von Ramón Oller (1999);
- in Los caminos de Lorca mit der Compañía Andaluza de Danza (2004).

Bleibenden Eindruck hinterließen unter anderem ihre Auftritte beim Día Internacional de la Danza 1993, ihr Taranto beim Festival del Taranto 1996 in Madrid und ihr gemeinsamer Beitrag mit Javier und Isabel Barón 1997 im Weihnachtsgottesdienst in Fuenlabrada.

## Eigene Tanzkompanie und Partnerschaft mit Mayte Martín
1996 gründete sie ihre eigene Tanzkompanie. Ihr Debütstück, La diosa en nosotros, hatte die Neuerfindung der weiblichen Rolle im Flamenco zum Gegenstand, „eine Choreografie von und für Frauen“, wie sie selbst sagte. Folgerichtig traten nur Frauen darin auf. Zur Musik von Emilio de Diego zeigten sie eine Synthese aus zeitgenössischem Tanz und Flamenco.
1997 trat sie beim Festival Grec in Barcelona mit der Sängerin Mayte Martín auf. Bestandteil des Festivals war ein Konzert katalanischer Künstlerinnen und Künstler. Diese waren aufgefordert, jeweils eine Partnerin oder einen Partner zum gemeinsamen Auftritt einzuladen. Mayte Martín hatte zuvor Belén Maya in einem Tablao tanzen sehen und bat sie, ihre Partnerin zu sein. Der Auftritt wurde zum Beginn einer kongenialen künstlerischen Partnerschaft. Belén Maya schilderte sie als nahezu symbiotische Beziehung:

«Es muy raro que yo me sienta tan en sintonía musical con un cantaor o cantaora, pero immediamente me sentí muy cerca del trabajo de Mayte. Entendía la armonía, las letras, por qué y cómo debía desarrolar el baile. Todo iba como la sieta. (…) Era como si nos hubiéramos conocido toda la vida.»

„Selten fühle ich mich so im musikalischen Gleichklang mit einem Sänger oder einer Sängerin, aber mit Maytes Arbeit fühlte ich mich sofort völlig sicher. Sie verstand die Harmonie, die Verse, sie verstand, wozu und wie ich den Tanz auszuführen hätte. Alles lief wie am Schnürchen. (…) Es war, als hätten wir uns schon ein Leben lang gekannt.“

Zunächst nannten sie sich einfach Mayte Martín y Belén Maya; ab 2003 dann Flamenco de cámara. Juan Ramón Caro und José Luis Montón mit ihrem Gitarrenspiel, Susana Medina und Ana Cali mit ihrem polyrhythmischen Händeklatschen und Olvido Lanza mit seiner Violine ergänzten das kleine Ensemble. Ihre gemeinsamen Auftritte in Jerez, Madrid, Barcelona, Sevilla und Granada sowie ihre Auslandsauftritte in Paris und New York begeisterten Publikum und Kritik.
2003 wurde sie als beste Tänzerin mit dem Preis Flamenco hoy ausgezeichnet. 2004 brachte sie in Zusammenarbeit mit Rafaela Carrasco Fuera de los límites auf die Bühne. Schon mit dem Titel, Außerhalb der Grenzen, brachte sie zum Ausdruck, dass sie nicht gewillt ist, irgendwelche hergebrachten Vorbehalte und Einschränkungen ihrer künstlerischen Freiheit zu akzeptieren. Ihr Ensemble tanzte zu Musikstücken von Gerardo Nuñez, Jesús Torres, Pablo Suárez, Luis Carmona, Craig Armstrong, Zakir Hussain, Kapanski Ensemble und Isaac Albéniz. Den überraschenden Abschluss bildeten martialische Schritte à la Lara Croft zu Musik von De La Guarda.

## Weitere künstlerische Laufbahn
Nach sieben Jahren der Zusammenarbeit mit Mayte Martín hatte sie das Bedürfnis, wieder allein ein Werk zu schaffen. Im August 2005 inszenierte sie in Madrid Dibujos. Zwei Wochen vor der Premiere hatte sie bereits einige Nummern daraus in Peking gezeigt, anlässlich des 20-jährigen Jubiläums der Städtepartnerschaft Madrid-Peking. Das Stück bestand aus kurzen, aber sehr variantenreichen Solotänzen, unter anderem Alegrías, Tangos und Rondeñas. Erneut verband sie Flamenco mit zeitgenössischem Tanz. Orientalische Formen ergänzten den Reigen. Der Titel bezieht sich auf die Dramaturgie der Inszenierung: Durch eine Abfolge farbiger Kreidezeichnungen von Kindern waren die Tanznummern miteinander verknüpft. Sie tanzte zur Musik von José Luis Rodríguez und der Szenenregie von David Montero.
Im Dezember 2005 wagte sie mit dem Stück Ensayo n° 7 gemeinsam mit dem Pianisten Diego Amador ein Experiment: Zu jeder Note, die er auf den Klavier spielte, improvisierte sie mit ihrem Körper. 2006 trat sie in Mario Mayas Show Andalucía, el flamenco y la humanidad bei der Biennale in Sevilla auf.
2007 schuf sie La Voz de su amo. Mit diesem Stück, einer Synthese aus Flamenco, Theater, Rezitation, Performance-Kunst und elektronischer Musik zeigte sie erneut ihre Kreativität und Freude am Experiment.
Ebenfalls unter der Regie von Mario Maya inszenierte sie in Córdoba 2008 Mujeres. Erneut kombinierte sie darin Flamenco mit zeitgenössischem Tanz. Gemeinsam mit ihr standen Merche Esmeralda und die jugendliche Rocío Molina auf der Bühne.
Im Blumenmarkt von Barcelona brachte sie gemeinsam mit Juan Carlos Lérida Souvenirs zur Aufführung, einer Widmung an verschiedene historische Persönlichkeiten des Flamenco. Sie und Juan Carlos Lérida gestalteten die Choreografie zur Musik von José Luis Rodríguez und David J. Fonseca. David Montero schrieb die Texte und die musikalische Dramaturgie.
Beim Festival von Jerez 2010 setzte sie Bailes alegres para personas tristes in Szene. Gemeinsam mit Olga Pericet tanzte sie unter der Bühnenregie von Juan Carlos Lérida und musikalischer Leitung von David Montero. Mit dem Stück schuf sie erneut eine Synthese aus zeitgenössischem Tanz und Flamenco. Es besteht aus einer Reihe von spannungsvollen Gegenüberstellungen: Tänzerin und Gitarre, zwei Tänzerinnen vor zwei Gitarren, zwei Tänzerinnen vor zwei Sängern und Dialog zweier Gitarren.
2011 war sie mit dem Stück Tr3s beim internationalen Tanzfestival von Nîmes zu Gast. Unter anderem gastierte sie mit diesem Stück auch im Tanzhaus NRW in Düsseldorf. Im selben Jahr führte sie in der FuNdicIOn in Bilbao Habitaciones auf.
Im Dezember 2013 zeigte sie im Guggenheim-Museum Bilbao eine Anthologie von Stücken aus ihrer Laufbahn. Im selben Jahr entwickelte sie Trasmín. Mit dem Stück gastierte sie unter anderem am Sadler’s Wells in London. Ihr subtiler, anmutiger Tanzstil, gepaart mit felsenfester Bühnenpräsenz, kontrastierte darin reizvoll mit dem rasant-aggressiven Stil ihres Partners Manuel Liñán. Nur in der Cantiña zu Beginn der Vorführung traten beide gemeinsam auf, danach wechselten sie sich ab. Als Solo-Sängerin stand ihr Gema Caballero zur Seite.
Beim Festival von Jerez 2014 präsentierte sie mit ihrem Ensemble Los Invitados. In der farbenprächtigen Show beeindruckte neben Belén Maya auch ihr eingeladener männlicher Tanzpartner Manuel Liñán. In die klassischen Flamenco-Stücke wurden zarte Übergänge in den Swing zu gedämpften Trompetenklängen eingeflochten. Als eingeladene Gesangs-Solistinnen traten Carmen Linares und Gema Caballero auf. Die dramaturgische Leitung hatte erneut David Montero. Mit diesem Stück gewann Belén Maya den Preis der Kritik.
2015 wurde sie erneut mit dem Preis Flamenco Hoy in der Kategorie beste Tänzerin ausgezeichnet.
Gemeinsam mit ihrer langjährigen künstlerischen Weggefährtin Mayte Martín eröffnete sie im August 2018 mit der Show Tempo rubato das Festival Flamenco on Fire in Bilbao.

## Stil
José Luis Navarro García hebt ihre große Ausstrahlung und Kreativität hervor. Mit ihrem Können und ihren Erfindungen beherrsche sie die Bühne. Besonders eindrucksvoll seien ihre raffinierten Armbewegungen und ihre Augen, die jeden Gemütszustand akkurat widerspiegeln könnten. Er fasst zusammen:

«Un baile estilizado, rico y versátil, con el que inunda el espacio con un aluvión de figuras y actitudes inéditas. Un baile hecho de pasión, sentimiento y geometría.»

„Ein stilvoller, reicher und geschmeidiger Tanz, der den Raum mit einer Fülle von noch nie gesehenen Figuren und Gesten flutet. Ein Tanz, geprägt von Leidenschaft, Gefühl und Geometrie.“